# Kadoškino
Kadoškino (in russo Кадошкино?) è un insediamento operaio (рабочий посёлок) della Repubblica di Mordovia, Russia. È il centro amministrativo del distretto Kadoškinskij. 
È situato 77 km a sud-ovest della capitale Saransk.